# すえっ子Oちゃん
『すえっ子Oちゃん』（すえっこおーちゃん）は、スウェーデンの児童文学作品である。1971年に学研世界の傑作童話シリーズとして初めて刊行され、1982年に学研ファンシーロマンシリーズとして再刊行された。その後は絶版となっていたが、2003年1月にフェリシモ出版より復刊された。

## 概要
作者はスウェーデンの女性児童文学作家のエディト・ウンネルスタード（1900年 - 1982年）である。挿絵をアメリカの児童文学作家のルイス・スロボトキン（1903年 - 1975年）、日本版の翻訳を下村隆一と石井桃子がそれぞれ手掛けた。
ピップ=ラルソン一家の7人兄弟の末っ子Oちゃんは5歳の女の子で上の兄や姉達のやりたい事は自分もやりたい好奇心旺盛な子である。いつもまわりを楽しませようと元気いっぱいな姿を見せる物語である。

## 備考
翻訳者の下村隆一は、本書が翻訳・出版された2年前の1969年11月、不慮の事故で急逝した。下村の妹が石井桃子と知り合いだったことから、翻訳の完成に力を注いだという。2003年1月のフェリシモ出版より復刊時の翻訳は、石井のみで手掛けた（フェリシモ出版版の石井桃子のあとがきより）。